# María de Ibelín
María de Ibelín (1294-1318) fue una noble chipriota que pertenecía a la importante familia Ibelín. Era la hija de Guido de Ibelín, conde de Jaffa, y de María de Ibelín.
Se casó en 1307 o 1310 con Hugo de Lusignan, el futuro Hugo IV de Chipre. Tuvieron un hijo:
- Guido de Lusignan (1315-1342), príncipe titular de Galilea y condestable de Chipre.